# 波弗特海

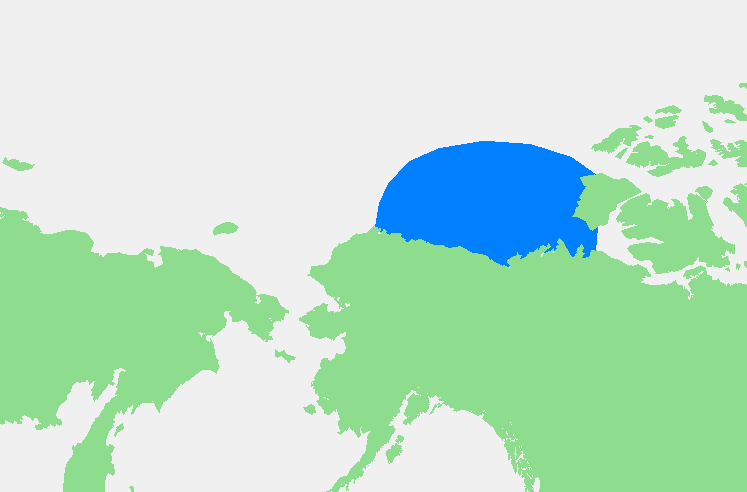
波弗特海的位置图。

波弗特海（英語：Beaufort Sea），又譯蒲福海，是北冰洋的一部分，位于加拿大西北地区、育空和阿拉斯加以北，北极群岛以西，楚科奇海以东。波弗特海面积约450,000平方公里，是以英国水道学家法兰西斯·波弗特的名字命名。主要的河流馬更些河，流入图克托亚图克以西的加拿大边缘海域，这里是为数不多的几个永久性定居点海岸之一。
此片海域以严峻的气候为显著特征，在一年的大多数时间是冰冻的。从历史上看，在每年的8－9月份，距其海岸只有一条狭窄的接近100公里（62英里）的通道水域开放，但由于近年来北极的气候变化，无冰的面积在夏末大大扩大。附近海岸有人类定居大约出现在30000年前，但是人口密度非常低。在其延伸的大陆架包含大量的石油和天然气资源，如在Amauligak区域。这些资源在1950年代至1980年代被发现，1980年代以来，探索这些资源成为了该地区主要的人类活动。传统的渔业捕捞和鲸鱼、海豹猎杀只是本地局部进行，没有商业活动规模。由此，海洋的最大迁徙动物主宰之一白鲸也没有被过度捕捞的迹象。为了防止在其水域过度捕捞，美国政府在2009年8月采取预防商业性捕捞的渔业管理计划。2011年4月加拿大政府与因纽特人签署了一项谅解备忘录，作为正在发展中的一个更大的海洋管理计划的第一步。美国和加拿大在海洋的边界区域，有一个长期存在的争端，但已经在2010年采取了重大措施，以达成解决决议。